# 공각기동대 S.A.C. 2nd GIG
《공각기동대 S.A.C.2nd GIG》는 〈공각기동대 Stand Alone Complex〉(이하 〈SAC〉)의 제작진에 오시이 마모루를 비롯한 애니메이션계의 거장들이 더 참가하여 제작한 26회의 TV시리즈 애니메이션이다. 전 세계에 컴퓨터 네트워크가 깔리고 인간이 사이보그 수술을 받아 기계의 몸, "의체"를 얻는 것이 자연스러운 일이 되어버린 미래 사회. 그곳에서 일어나는 고도의 정보 범죄와 테러를 단속하는 공안 9과 특수 부대의 활약을 그린 사이버 SF액션으로 정의 될 수 있다. 원래 〈SAC〉는 일본 TV 애니메이션의 평균적 분량인 2쿨 26화로 완결될 예정이었다. 그러나 〈SAC〉의 상업적 성공에 따라 즉각 제작에 착수된 것이 속편 〈SAC 2nd GIG〉다. 전편이 완결된지 불과 반년도 안 되어 〈SAC 2nd GIG〉가 발표되고 첫 방송된 것을 보면 이 결정이 얼마나 신속하고 빠르게 이뤄졌는지 알 수 있다. 이에 따라 감독과 스태프 역시 전편과 거의 동일한 멤버들로 구성되었는데, 성공한 전편과 거의 동일한 퀄리티가 보장된다는 장점이 있는 반면, 연이은 작업에 따른 스태프의 피로와 아이디어 고갈이라는 약점도 지니고 있다. 이에 따라 〈SAC 2nd GIG〉에는 또 다시 ‘새로운 피’가 수혈됐는데 이는 다름 아닌 스승격인 오시이 마모루가 참여하였다.

## 작품 기본 정보
- 감독 : 카미야마 켄지
- 주연 : ..
- 상영시간 : 25min x 26eps
- 관람등급 : 18세 이상

## 특징
'SAC 2ng GIG'는 전편인 'SAC'의 마지막 장면을 그대로 이어 받으며 시작한다. 'SAC' 마지막편에서 해체된 공안 9과는 중국 대사관 점거 사건을 계기로 재결성하고, 모토코를 비롯한 반가운 등장인물도 전편과 거의 같은 활약을 보인다. 이들 앞에 나타난 건 다름 아닌 '개별 11인'이라 불리는 테러리스트. 이들이 바로 오시이 마모루가 주문한 '강력한 적'이다. 수상 내각 정보청 소속의 해커 '고다 가즌토'가 만들어낸 '개별 11인 바이러스'에 감염된 자들은 모두 '공안 9과'의 적이 되는 셈이다. 뿐만 아니라 'SAC 2nd GIG'엔 일본 최초의 여성 총리 카야부키 요코를 비롯해, 총리실 산하 내각 정보청 등 정치, 정보기관이 차례로 등장한다. 다루는 내용도 핵무기와 난민 문제 등 국제적, 정치 역학적 문제들로, 'SAC'보다 복잡하고 심층적으로 파헤치는 게 특징이다. 그러나 'SAC 2nd GIG'에서 이 모든 것은 부차적일 뿐이다. '강력한 적'을 맞은 공안 9과도 더 강력해졌다. 정적이고 차분하기까지 했던 전편 'SAC'에 비해 'SAC 2nd GIG'는 액션의 강도도 한층 높아졌으며, 모토코와 바트, 사이토, 이시카와 등을 비롯한 개성 있는 등장 인물들의 비중도 높아졌다. 특히 시리즈 최고의 인기를 자랑하지만 수수께끼에 쌓여있는 모토코의 과거가 살짝 드러나는 데서 'SAC 2nd GIG'의 팬 서비스 정신을 알 수 있다.

## 등장인물
- 쿠사나기 모토코: 공안 9과 내 작전을 지휘하는 기동대장으로 이 작품의 주인공. 9과 내에선 쇼-사(소좌:小佐(자위대계급)란 예명으로 불린다. 몸 전체가 의체화돼 있고 의체 조종술이 뛰어나 실전에서 최강의 실력을 발휘한다. 주특기는 근접전투와 해킹이지만 그외 다방면에서도 수준급이며 괴물같은 능력으로 인해 9과 기동대원들의 인식이나 별명은 메스(암컷) 고릴라
- 아라마키 다이스케: 공안 9과를 책임지는 과장으로 전체적인 판세를 꿰뚫는 통찰력이 매우 뛰어나고 부하들에 대한 신뢰가 깊다. 여러 가지 부득이한 정치적 이해관계 속에서 9과를 보호하기 위해 노력하는 인물이다. 탁월한 화술을 바탕으로 교섭력 또한 뛰어나다. 재혼은 않고 사는 듯 하나 나름 취향은 있다.
- 바트: 모토코의 파트너이면서 그녀의 마음을 깊이 이해하고 있는 유일한 남자로, 올바르지 못한일에 대해선 참지 못하고 감정을 드러내 작전수행에 문제를 일으키기도 하지만 모토코와 견줄 만큼 뛰어난 전투력을 보유하고 있다. 취미가 근력운동이지만 문제는 전신의체인지라 더 이상 근력이 늘어날 일은 없다.
- 토구사: 9과 요원 중에서 유일하게 전뇌를 제외하고 의체화하지 않은 인물로 육체적 능력은 다른 요원들보다 뒤떨어지지만 감이 좋아 날카롭고 정의감이 투철하다. 9과 기동대원들 중 유일한 유부남이며 직장 밖에서는 아내와 두 아이의 다정한 가장이기도 하다. 바트처럼 정의로운데다 욱하는 면이 있어 불의를 보면 참지 못한다. 바트와 얼굴로 따지면 도토리 키재기이지만 서로 자신이 훨씬 잘생겼다고 여기는 듯 하다.
- 사이토 : 공안 9과 저격수. 기계화된 왼쪽 눈은 일종의 망원렌즈 역할을 한다. 임무수행시 주로 파즈와 함께 활동한다. 타짜로 전직해도 십중팔구 대성할 만한 포커페이스. 9과 대원들 중 토구사 다음으로 의체화율이 적은 사이보그로 왼눈과 왼팔만 의체화했다.
- 이시카와 : 공안 9과 해킹 담당 요원으로 방대한 네트워크의 정보망을 이용해 필요한 정보를 찾아내고 작전에 활용하는 역할을 한다. 임무수행시 주로 보마와 콤비이며 머리와 수염이 수북하다.
- 파즈 : 공안 9과 요원. 저격담당인 사이토를 보조, 경호하며 콤비로 자주 활동한다. 한번 잔 여자와는 두 번 관계하지 않는 주의로 여자들이 껌뻑 넘어가는 전형적인 나쁜남자로 보인다.
- 보마 : 공안 9과 요원. 폭발물전문가이며 이시카와와 함께 해킹등의 정보전을 주로 담당한다. 이시카와와는 대조적으로 빛이 날 정도의 대머리.
- 타치코마 : 공안 9과의 마스코트라고도 할 수 있는 인공지능(AI) 전차로 바트에게 남다른 귀여움을 받는 메카닉. 1기 마지막편에서 바트를 구하고 장렬히 파괴되지만 연구소에 남아 있는 데이터를 바탕으로 복원해 재건된 9과에 합류한다. 이번 시리즈에선 쿠사나기 모토고의 정체성을 찾아가는 과정과 비슷한 맥락에서의 타치코마들의 모습 또한 주목할 점이다.

## 줄거리
- A.no.01: 재기동 Reembody. 스스로를 '개별 11인'이라고 밝힌 테러 집단이 중국 대사관을 점거했다. 비밀리에 출동한 공안 9과 멤버들은 무기한 대기명령 해제를 기다린다. 총리는 희생자 없이 15분 내에 테러리스트를 진압하라는 조건으로 돌입을 허가하지만...
- A.no.02: 거위의 꿈 Night Cruise. 3대 네트워크 JBNN 카타쿠라 회장의 전속 파일럿을 담당한 기노. 흠모하고 있던 고급 창부 "힐라라"를 기만과 부정으로 가득한 세상에서 구해내고 싶다. 의협심에 휩싸인 기노는 그들의 정의에 철퇴를 내리기 위해 행동을 개시한다.
- A.no.03: 토요일 밤과 일요일 아침 Cash Eye. 정.재계 명사인 타도코로 회장에게 절도범의 예고장이 도착한다. 9과는 카야부키의 명령에 따라 타도코로가 주최하는 파티 경비에 나선다. 하지만 절도범의 정체는 쿠사나기였다! 9과의 진정한 목적은 무엇인가?
- A.no.04: 천적 Natural Enemy. 합동 군사훈련 중 AI 헬기가 폭주한다. 각지에 있는 무인 헬기가 그 뒤를 따라 모이기 시작했다. 그리고 대응에 나서려는 9과 앞에 홀연히 등장한 내각정보청의 "고다". 쿠사나기 일행은 그의 진의를 모른 채 다치코마를 데리고 출격하나...
- A.no.05: 동기 있는 자들 Inductance. '개별 11인'이 카야부키 수상에게 암살 예고문을 보냈다. 9과는 경비에 나서지만 참배의 틈을 타 암살이 실행된다. 카야부키 앞에 나타난 전신 의체의 사내 '쿠제'. 과연 쿠사나기는 저지할 수 있을까?
- A.no.06: 잠재열원 Excavation. 에너지성을 협박하던 사내가 의문사했다. 토그사는 그의 행적을 쫓기 위해 초위난민거주구 '도쿄'로 간다. 하지만 도쿄 지하 깊은 곳에선 있을 리 없는 물건이 나오려 하고 있었다.
- A.no.07: 망국의 카프리치오 239/94Pu. 신주쿠 지하 원전에서 발견한 연료봉의 해상운반계획이 '개별 11인'에 유출됐다. 9과는 고다의 지휘에 따라 운반임무를 맡게 되나, 지나가야 할 육로는 불온한 공기가 감도는 난민거주구였다.
- A.no.08: 기억 속의 만찬 Fake Food. '개별 11인'의 용의자 카와시마를 구속하기 위해 분주한 9과. 하지만 허구가 현실로 변환되는 순간, 허구는 진실이 된다. 그는 진정 '개별 11인'인가, 아니면 다른 목적을 가진 가짜인가.
- A.no.09: 절망이란 이름의 희망 Ambivalance. 삶에서 희망을 찾지 못한 자들이 저지르는 '자폭 테러'. 그리고 그걸 저지하기 위해 분투하는 9과. 한편 혼자 내각정보청에 잠입한 쿠사나기는 고다의 가상인격과 대치하게 된다.
- A.no.10: 망가진 남자 Trial. 비번임에도 불가피하게 총을 쏜 토그사는 평범한 증인에서 '불행한 사고'의 원인으로 몰리기 시작한다. 얼토당토 않은 추궁의 창 끝이 9과의 눈앞에 도달하는 순간, 증언대에 선 그의 앞에서 예기치 못한 상황이 펼쳐진다.
- A.no.11: 진짜인지 가짜인지 구별할 수 없는 거리에 사람의 기억을 맡아준다는 가게가 있었다. 거기서 쿠사나기는 주인 없는 소년과 소녀의 의체를 만난다. 아무 말 없는 그들 사이에 존재한 이야기는...
- A.no.12: 거짓된 진실로 유도 당하고 있는 '개별 11인'. 그리고 바이러스 인자를 파악하기 시작하는 9과. 하지만 진실을 더 알기 위해 행동하려는 순간, 모든 것을 뒤집는 '칼날'이 뽑혔다.
- A.no.13: 쿠제의 얼굴을 단서로 조안 작가의 집으로 향하는 9과. 하지만 카메라에 찍힌 파즈의 범죄에 뒷덜미를 잡힌다. 이것도 쿠제의 소행인가, 아니면...
- A.no.14: 미 제국의 특사를 맞아 엄중 경계태세가 내려진 가운데, 대기 중인 대원들은 포커에 열중하고 있었다. 거기서 연전연승을 거듭하던 사이토는 자신의 왼눈과 포커페이스에 대해 이야기하는데...
- A.no.15: '이 사람 본 적 있는 것 같아요….' 연구소 폭파사건 조사 중에 기묘한 기시감을 느끼는 타치코마. 사고 후 행방이 묘연한 아스다 박사와 자신들의 주체에 관해 의문을 가진 타치코마를 이어주는 것이란.
- A.no.16: 국제연합 평화유지군으로서 싸우고 임무를 마친 뒤에 찾아온 갈등. 9과도 쿠사나기도 이시카와가 알아낸 온 쿠제의 과거를 이해할 수 없었다. 한편, 악화일로로 치닫는 국내 정세는 일-미 안보 체결에 박차를 가한다.
- A.no.17: 쿠제의 행적을 쫓아 대만으로 잠입한 쿠사나기는 차이라는 소년을 만난다. 함께한 그들의 모습은 때로는 친구, 때로는 부모, 그리고 때로는 연인─가슴을 두드리는 기묘한 감각은 모성을 일깨우고, 그녀는 행동을 개시한다.
- A.no.18: 당국이 추적하고 있는 정체불명의 테러리스트 '천사의 깃털'. 대규모 감시망이 거리를 뒤덮은 가운데, 바트의 뇌리에 스치는 어떤 소녀의 존재, 그리고 소녀의 비밀. 그 끝에 도달한 순간, 천사가 또 다시 강림했다.
- A.no.19: 초위 난민들의 동일화된 행동은 자치구 선언으로 확대됐다. 쿠사나기는 쿠제를 체포하기 위해서 허브 전뇌로 다이브한다. 하지만 쿠제의 잠복처를 급습한 9과 앞에 예기치 못한 사태가 기다리고 있었다.
- A.no.20: 북방 끝의 에토로후─그곳은 낡은 전뇌도시이자 혼돈의 소용돌이. 9과는 단편적인 정보를 갖고 쿠제의 목적을 예측한 뒤 구(舊)러시아의 잠수함 기지로 간다. 하지만 거기엔 이미 난민들과 암 슈트가 전투를 벌이고 있었다.
- A.no.21: 쿠제와 9과 사이에 존재하는 작은 동기의 차이는 그들이 포위망을 뚫고 데지마로 가는 원동력이 된다. 하지만 사람들의 눈앞에 펼쳐진 광경은 제3의 의지가 존재함을 예견했다.
- A.no.22: '개별 11인'이 최후를 맞이했던 큐슈 전파탑에 플루토늄 폭탄이 설치됐다. 해체를 위해 사람들을 대피시켜 정적에 휩싸인 거리에서 바트는 의연히 고다를 찾아간다. 쿠제가 자결하지 않았던 그 곳에서 두 사람이 주고 받는 얘기는….
- A.no.23: 이미 예정돼 있었던 초위 난민과 자위군의 대치상황. 하지만 물이 낮은 곳으로 흐르듯 사람들의 마음도 쉽게 낮은 곳으로 흐르고 만다. 일발의 총성이 상황을 급변시키고 사태는 극도로 혼미해진다.
- A.no.24: 제공권을 장악 당해 짓눌리는 초위 난민들. 고다의 책략이 점점 더 모습을 드러내는 가운데, 9과는 데지마로 돌입한다. 한편, 쿠제는 사람들을 허브 전뇌로 유도하기 위해 다른 방책을 준비하고 있었다.
- A.no.25: 쿠제와 해후하는 쿠사나기, 그리고 카야부키를 구출하는 아라마키─사태가 수습되는 것만 같았다. 하지만 타치코마가 알아낸 정보는 9과의 행동이 아직도 고다의 손바닥 위에서 놀아나고 있음을 알려주고 있었다.
- A.no.26: 종언은 수많은 통과점의 하나일 뿐이며 또 다른 시작일 뿐이리라. 자기 희생으로 공격을 저지하는 타치코마. 혁명의 완성을 보지 못하고 눈을 감는 쿠제. 고다와의 인과를 청산하는 9과. 그리고...

## 시리즈 메인 스텝
- 원작·협력 : 시로 마사무네
- 기획 : 이시카와 미츠히사·와타나베 시게루
- 감독·시리즈 구성 : 카미야마 켄지
- 스토리 컨셉 : 오시이 마모루
- 캐릭터 디자인 : 고토 타카유키, 니시오 테츠야
- 오리지널 캐릭터 디자인 : 시모무라 마코토
- 메카니컬 디자인 : 테라오카 켄지·츠네키 시노부
- 미술감독 : 타케다 유스케
- 미술설정 : 가토 히로시
- 색채설정 : 카타야마 유미코
- 특수효과 : 무라카미 마사히로
- 편집 : 우에마츠 쥰이치
- 촬영감독 : 타나카 코지
- 3D감독 : 엔도 마코토
- 음향감독 : 와카바야시 카즈히로
- 음악 : 칸노 요코
- 제작 : 프로덕션 I.G
- 제작 : 공각기동대 제작위원회
- © Shirow Masamune – 프로덕션 I.G / 고단샤

## 시리즈 메인 성우
- 쿠사나기 모토코 : 타나카 아츠코
- 아라마키 다이스케 : 사카 오사무
- 바트 : 오오츠카 아키오
- 토그사 : 야마데라 코이치
- 이시카와 : 나카노 유타카
- 파즈 : 오노즈카 타카시
- 보마 : 야마구치 타로
- 다치코마 : 타마카와 사키코

## 참조
- 공각기동대 연속리뷰 - 4부 "공각기동대 : 스탠드 얼론 컴플렉스 2nd GIG"
- http://blog.jinbo.net/renegade/trackback.php?pid=488
- 프로덕션 I.G [WORK LIST[Details]]